# Mezzosoprano lírica
Mezzosoprano lírica es la voz de mezzosoprano caracterizada por tener los graves reforzados, un vibrato rápido y perfectamente controlado y gran agilidad en las escalas musicales y arpegios, además de contar con un amplio registro vocal.
A las mezzosopranos líricas con un repertorio especializado en las óperas de Gioachino Rossini también se las denomina como mezzosoprano rossiniana, aunque intérprete papeles de otros compositores.

## Roles para mezzosoprano lírica en óperas y operetas
Estos son algunos de los roles para mezzosoprano lírica en óperas y operetas.
- Annio, La clemencia de Tito (Mozart)
- Carmen, Carmen (Georges Bizet)
- Romeo, Capuletos y Montescos (Vincenzo Bellini)
- Orfeo, Orfeo y Eurídice (Gluck)
- Charlotte, Werther (Massenet)
- Cherubino, Las bodas de Fígaro (Mozart)
- El Compositor, Ariadna en Naxos (Richard Strauss)
- Dorabella, Così fan tutte (Mozart)
- Hänsel, Hansel y Gretel (Humperdinck)
- Idamante, Idomeneo, re di Creta (Mozart)
- Marguerite, La condenación de Fausto (Hector Berlioz)
- Mignon, Mignon (Ambroise Thomas)
- Mother, Amahl y los visitantes nocturnos (Menotti)
- Nicklausse, Los cuentos de Hoffmann (Offenbach)
- Octavian, El caballero de la rosa (Richard Strauss)
- Orlofsky, (El murciélago) (Johann Strauss)
- Sesto, La clemencia de Tito (Mozart)
- Sesto, Giulio Cesare (Handel)
- Siebel, Fausto (Charles Gounod)
- Hechicera, Dido y Eneas (Henry Purcell)
- Dido, Dido y Eneas (Henry Purcell)
- Stephano, Romeo y Julieta (Charles Gounod)
- Suzuki, Madama Butterfly